# Niklas Westberg
Niklas Westberg (* 1. April 1979) ist ein ehemaliger schwedischer Fußballspieler. Der Torwart, der seine bisherige Karriere ausschließlich in Schweden bestritt, stieg mit IFK Norrköping und IF Brommapojkarna jeweils in die Allsvenskan auf.

## Werdegang
Westberg spielte in der Jugend beim für seine Nachwuchsarbeit bekannten IF Brommapojkarna. 1997 wechselte er als Nachwuchsspieler zu AIK in die 
Allsvenskan, kam aber obwohl dem Profikader angehörig zu keinem Spieleinsatz in der ersten Mannschaft. Daher verlieh ihn der Klub 1999 zum Zweitligisten IK Sirius, der am Saisonende in die dritte Liga abstieg. 2001 kehrte er zum ebenfalls drittklassig antretenden IF Brommapojkarna zurück. Mit dem Verein stieg er in die Superettan auf, wo er in der Spielzeit 2002 mit 27 Spieleinsätzen Stammspieler war. Zur folgenden Spielzeit verpflichtete der Klub mit Kristoffer Björklund einen Konkurrenten, der ihn aus dem Tor verdrängte. 
Im Sommer 2003 wechselte Westberg zum Drittligisten Väsby IK. Als dieser Ende 2004 mit dem FC Café Opera zu Väsby United fusionierte und den Startplatz Letzterer in der Superettan übernahm, gehörte er wiederum in der zweiten Spielklasse zu den Stammkräften. In der Spielzeit 2006 belegte die Mannschaft um Omar Jawo, Robert Åhman-Persson und Walid Atta nur einen Relegationsplatz und stieg nach einem Unentschieden und einer Niederlage gegen Westbergs Ex-Klub IK Sirius in die dritte Liga ab. Er verließ den Klub und schloss sich abermals AIK an, wo er den an Enköpings SK verliehenen Nicklas Bergh als Ersatztorhüter ablöste. Abermals blieb er ohne Ligaeinsatz in der Allsvenskan, so dass er nach Ablauf seines Ein-Jahres-Vertrages zu Väsby United zurückkehrte. Unter Trainer Mikael Stahre war die Mannschaft direkt wieder aufgestiegen, Westberg erkämpfte sich seinen Stammplatz zurück. Ende 2008 übernahm Thomas Lagerlöf die Mannschaftsleitung, unter dem er in der Zweitliga-Spielzeit 2009 in 23 der 30 Ligaspiele zum Einsatz kam.
Im Dezember 2009 unterschrieb Westberg einen Vertrag bei IFK Norrköping. Als Stammspieler stieg er an der Seite von Shpetim Hasani, Daniel Bamberg und Viktor Rönneklev Ende 2010 in die Allsvenskan auf. In der Vorbereitung auf die Erstliga-Spielzeit 2011 verdrängte ihn der bisherige Ersatzmann Abbas Hassan. Erst als dieser verletzungsbedingt ausfiel, kam er zu seinen ersten Spieleinsätzen in der schwedischen Eliteserie. Sein auslaufender Vertrag wurde nicht verlängert, so dass er nach elf Erstligaspielen von verschiedenen Klubs, insbesondere aus dem Stockholmer Raum, umworben wurde.
Im November 2011 schloss sich Westberg seinem ehemaligen Klub IF Brommapojkarna in der Superettan an, bei dem er einen Zwei-Jahres-Kontrakt mit Option auf eine weitere Spielzeit unterzeichnete. Hier war er wieder unumstrittener Stammspieler, der Ersatzmann Davor Blazevic kam lediglich zu zwei Spieleinsätzen im Verlauf der Zweitliga-Spielzeit 2012. Unter Trainer Roberth Björknesjö stieg er an der Seite von Pablo Piñones-Arce, Andreas Eriksson und Nabil Bahoui zum zweiten Mal in seiner Karriere in die Allsvenskan auf. Er beendete am den der Saison 2013 seine aktive Spielerkarriere. 